# NGC 2700
NGC 2700 este o galaxie situată în constelația Hidra. A fost descoperită în 1877 de către Ernst Wilhelm Tempel.